# Ladyhawke (artiest)
Phillipa Margaret "Pip" Brown (Masterton, 13 juli 1979), beter bekend onder haar artiestennaam Ladyhawke, is een Nieuw-Zeelandse singer-songwriter en multi-instrumentalist. Haar artiestennaam is afgeleid van Richard Donners gelijknamige filmtitel, Ladyhawke.

## Biografie
Phillipa Brown kwam uit een muzikale familie. Haar moeder was een gitarist en haar stiefvader een jazz-drummer. Tijdens Browns kinderjaren verbleef ze regelmatig in het ziekenhuis vanwege ziektes en allergieën. Op haar tiende jaar kreeg ze erysipeloïd, een visziekte die regelmatig bij zeemeeuwen voorkomt, maar sinds twintig jaar niet meer bij mensen was geconstateerd. De behandeling verliep met complicaties, waardoor ze bijna in een coma raakte.
Tijdens de middelbareschooltijd speelde Brown in enkele grungebands.

## Discografie

### Studioalbums
- Ladyhawke (2008)
- Anxiety (2012)
- Wild Things (2016)

### Singles
- Back of the Van (2008)
- Paris Is Burning (2008)
- Dusk Till Dawn (2008)
- My Delirium (2008)
- Magic (2009)
- Black White & Blue (2012)
- Sunday Drive (2012)
- Blue Eyes (2012)

## Prijzen en onderscheidingen
In 2009 won Brown enkele prijzen voor haar debuutalbum Ladyhawke.